# Herb gminy Lubicz
Herb gminy Lubicz – jeden z symboli gminy Lubicz, autorstwa Stanisława Lackowskiego, ustanowiony 29 czerwca 2001.

## Wygląd i symbolika
Herb przedstawia na tarczy w polu niebieskim en face postać świętego Andrzeja Apostoła w czerwonej szacie trzymającego ukośny krzyż. Prawa dłoń znajduje się na belce w heraldycznie prawym górnym narożniku, lewa dłoń w miejscu skrzyżowania belek. Stopy są gołe. Wzór herbu nawiązuje do pieczęci posiadanej już w końcu XIV wieku przez gminę wiejską Lubicz.